# Rupununi (rivier)
De Rupununi is een rivier in het zuiden van Guyana, Zuid-Amerika. De rivier ontspringt in het Kanukugebergte en mondt uit nabij de grens met Brazilië in de Essequibo. In het regenseizoen stroomt de rivier over hetzelfde gebied van de Amazone en is de Rupununi rivier verbonden met de Takuturivier. Dit komt omdat de Pirara Creek dan overstroomt.
De regio rond de Rupununi bestaat voornamelijk uit savanne, de Rupununi savanne, en tropisch regenwoud.
Er leven verschillende inheemse volkeren aan de oevers van de rivier zoals de Wapishana, de Macushi, en de Wai-Wai.
De Rupununi regio is bekend voor zijn intacte ecosystemen en grote diversiteit aan zoetwatervis in de rivier. De regio heeft nog veel soorten die elders in Zuid-Amerika al uitgestorven zijn maar wel nog leven aan de rivier. Pinda productie speelt een belangrijke rol in de lokale economie.